# 萬松院 (小田原市)
萬松院（ばんしょういん）は、神奈川県小田原市にある曹洞宗の寺院。

## 歴史
1592年（文禄元年）、小田原城の城主大久保忠世の開基である。忠世はかつては二俣城の城主だったことがあり、徳川家康の長男松平信康は二俣城にて切腹した。忠世は信康の菩提を弔うべく、小田原に寺を創建することになった。
墓地には、信康の供養塔の他に、織田信長や豊臣秀吉に仕え、後に浪人となった大沢次郎左衛門の墓もある。

## 交通アクセス
- 風祭駅より徒歩5分。